# Станіслав-Людвік Жураковський
Станіслав-Людвік Жураковський (народився 5 або 8 травня 1886 в Житниках Таращанського повіту П`ятигорської парафії Київської губернії, помер у квітні 1940 в Катині) — польський юрист, поручник артилерійського резерву Війська Польського, місцевий урядовець Польскої республіки, з 1928 по 1939 рр. бургомістр Володимира, Здолбунова та Острога, жертва Катинського розстрілу.

## Життєпис
Народився 5 або 8 травня в Житниках, тодішнього Таращанського повіту Київської губернії, в сім'ї Едмунда Жураковського та Марії-Дороти Юр’євич.  Закінчив гімназію в Житомирі, після чого три роки вивчав історію в Московському університеті. Закінчив юридичний факультет Київського університету.
Учасник Першої світової війни спочатку в лавах Російської імператорської армії, згодом у польських військах. Нагороджений Георгіївським хрестом, Хрестом Святого Станіслава та орденом Святої Анни. Після відновлення Польщею незалежності вступив до Війська Польського. У червні 1919 отримав звання поручника артилерії. Брав участь у польсько-радянській війні. У 1923, 1924 роках — офіцер запасу 9-го полку польової артилерії в гарнізоні Біла-Підляська. У 1936 році переведений в ополчення і приписаний до Корпусного округу № III зі штабом у Гродненському гарнізоні. У 1934 році в званні лейтенанта артилерійського запасу після 40-річчя був приписаний до Окружного офіцерського складу № ІІ і далі залишився на обліку в окружному штабі в м. Рівне.
Зі створенням Польської республіки працював старостою Луківського повіту з центром у Лукові. Потім працював у Влодаві та Любомлі, а з 6 грудня 1928 р. у воєводському управлінні в Луцьку. У 1928–1931 рр. був бургомістром Володимира, а з 12 жовтня 1931 р. — бургомістром Здолбунова. 17 серпня 1934 року став бургомістром Острога і обіймав цю посаду до припинення існування Польської Республіки.
Після початку Другої світової війни, під час Польської кампанії 1939 року, залишився старостою Острога, виконуючи його обов’язки. У день агресії СРСР проти Польщі 17 вересня 1939 р. був заарештований радянською владою. Його тримали в тюрмі в Острозі, потім у Луцьку, звідки перевезли до Шепетівки, а нарешті ув’язнили в таборі військовополонених у Козельську. Навесні 1940 р. був перевезений до Катині і розстріляний співробітниками НКВС СРСР (згідно Рішення Політбюро ЦК ВКП(б) від 5 березня 1940 р.).
Похований на території теперішнього польського військового цвинтаря в Катині, де в 1943 році його тіло було ідентифіковано під час ексгумації, проведеної німцями (№ 1266). Поруч із тілом Станіслава Жураковського, похованого у формі, знайдено листівку та зображення святого.
У 1910 році одружився з Марією Ястшембською, з якою мав восьмеро дітей (Едмунд, Анна - померла в дитинстві, Людвік, Юзеф, Марія, Юлія, Станіслав 1920 р.н., Ядвіга - у шлюбі з Чоком, Антоні).

## Вшанування пам'яті
Надруковано книгу  "Листи з Козельська бургомістра міста Острога", яка містить кореспонденцію Станіслава Жураковського під час ув'язнення наприкінці 1939 – початку 1940 років, а також опис долі членів його родини, депортованих у 1940 році вглиб СРСР, звідки вони вийшли разом з армією генерала Андерса. Видання підготовлено до друку його сином Станіславом (який після війни перебував в еміграції у Великій Британії); у 1989 році видана Інститутом Польським та Музеєм імені генерала Сікорського в Лондоні, знову у 2011 році в межах серії "Волання з Волині" (Білий Дунаєць – Острог).
17 вересня 1994 року з ініціативи настоятеля ксьондза-каноніка Вітольда-Йозефа Коваліва в парафіяльному костелі в Острозі була відкрита меморіальна дошка, присвячена передвоєнному бургомістру Острога, а з ініціативи Владислава Сидора зі Львова була відкрита виставка "Катинь – злочин над злочинами".
5 жовтня 2007 року міністр національної оборони Польщі Александер Щигло посмертно підвищив Станіслава-Людвіка Жураковського до звання капітана. Підвищення було оголошено 9 листопада 2007 року у Варшаві під час урочистостей "Катинь Пам'ятаємо – Вшануймо Пам'ять Героїв".
25 квітня 2010 року, в межах акції "Катинь... пам'ятаємо" / "Катинь... Зберегти від забуття" та тодішніх заходів з нагоди 70-ї річниці катинського злочину, біля костелу Успіння Пресвятої Діви Марії в Острозі, парафії під цим іменем, був посаджений Дуб Пам'яті на честь Станіслава Жураковського. Посадку здійснили мер міста Острог Тарас Пустовіт та генеральний консул Польщі в Луцьку Томаш Янік (другим посадженим тоді дубом був вшанований поручник доктор Конрад Шепельський).